# Haskell Curry
Haskell Brooks Curry (ur. 12 września 1900, zm. 1 września 1982) – amerykański matematyk. Najbardziej znany jest ze swoich prac nad logiką kombinatoryczną. Curry jest też znany z paradoksu Curry’ego i izomorfizmu Curry’ego-Howarda. 
Na jego cześć zostały nazwane dwa języki programowania, Haskell i Curry oraz rozwijanie funkcji currying w funkcyjnych językach programowania. 

## Życiorys
Curry urodził się 12 września 1900 roku w Millis. Był synem Samuela Silasa Curry i Anny Baright Curry. 
Wstąpił na Uniwersytet Harvarda w 1916 roku by studiować medycynę, zmienił jednak kierunek na matematykę przed zakończeniem studiów w 1920 roku. Po dwóch latach pracy dyplomowej na elektrotechnice na MIT wrócił na Harvard by studiować fizykę, osiągając stopień MA w 1924 roku.
Jego zainteresowanie logiką matematyczną rozpoczęło się w wyniku kontaktu z Principia mathematica, próbą sprowadzenia matematyki do symbolicznej logiki, przeprowadzoną przez Alfreda Northa Whiteheada i Bertranda Russella. Pozostając na Harvardzie Curry ubiegał się o stopień Ph.D. z matematyki. Podczas jego pracy nad równaniami różniczkowymi pod kierunkiem George’a Birkhoffa, jego zainteresowania podążały w kierunku logiki. 
W 1927 roku, jako wykładowca na Princeton University, odkrył pracę Mosesa Schönfinkela na temat logiki kombinatorycznej. Praca Schönfinkela była inspiracją wielu własnych badań Curry’ego. W efekcie Curry przeniósł się na uniwersytet w Getyndze, gdzie mógł pracować z Heinrichem Behmannem i Paulem Bernaysem, którzy byli zaznajomieni z pracą Schönfinkela. Opiekunem Currego był David Hilbert. Curry pracował razem z Bernaysem, wskutek czego w 1930 roku otrzymał stopień Ph.D. za rozprawę na temat logiki kombinatorycznej.
W 1928 roku, przed wyjazdem do Getyngi, Curry ożenił się Mary Virginią Wheatley. Para mieszkała w Niemczech w czasie, gdy Curry pisał swoją rozprawę doktorską, by następnie w 1929 roku przenieść się do State College w Pensylwanii, gdzie Curry zaakceptował propozycję pracy w Penn State College. Mieli dwójkę dzieci, Anne Wright Curry (ur. 27 lipca 1930) i Roberta Wheatleya Curry (ur. 6 lipca 1934). Curry pozostał na Penn State przez następne 37 lat. Spędził rok na Uniwersytecie Chicagowskim, w okresie 1931–1932, jako członek United States National Research Council, a także rok, w latach 1938–1939, na Institute for Advanced Study w Princeton.
W 1942 roku zajmował się matematyką stosowaną dla rządu USA podczas II wojny światowej. Zaraz po wojnie, w latach 1945–1946, pracował nad projektem ENIAC. W Fulbright Program pracował z Robertem Feysem w Louvain w Belgii. 
W 1966 roku, po przejściu na emeryturę z Penn State, Curry przyjął pracę na Uniwersytecie Amsterdamskim. W 1970 roku, po zakończeniu drugiego tomu swojej rozprawy na temat logiki kombinatorycznej, odszedł z Uniwersytetu Amsterdamskiego i wrócił do State College w Pensylwanii, gdzie 1 września 1982 roku zmarł.